# Aloo paratha
L’aloo paratha (ourdou : آلو پراٹھا ; hindi : आलू पराठा ; marathi : बटाटा पराठा), soit « paratha à la pomme de terre », est un mets indien, très populaire au petit déjeuner dans les régions du centre, du nord et de l'ouest de l'Inde.
Le paratha farci de pomme de terre (aloo,आलू, désigne la pomme de terre en hindi) est essentiellement une pâte non levée fourrée d'un mélange de purée de pommes de terre épicée, aplatie au rouleau et cuite sur un tava (plaque chauffante) chaud avec du beurre ou du ghî. Habituellement, l'aloo paratha est servi avec du beurre ou du chutney, et s'accompagne de lassi (lait fermenté) dans les zones rurales du nord et de l'ouest de l'Inde.

## Aloo parathaprêt à l'emploi
On trouve dans le commerce en Inde une forme d'aloo paratha « prêt à cuire », qui aide les clients à gagner beaucoup de temps dans la préparation du paratha, tout en conservant le goût original d'un produit fait maison.
Un autre type de produit commercialisé est un mélange prêt à l'emploi destiné à farcir les parathas, ce qui peut être pratique pour préparer l'aloo paratha original farci.